# Sidi Kada
Sidi Kada (în arabă سيدي قادة) este o comună din provincia Mascara, Algeria.
Populația comunei este de 20.614 locuitori (2008).